# Hermès à la sandale

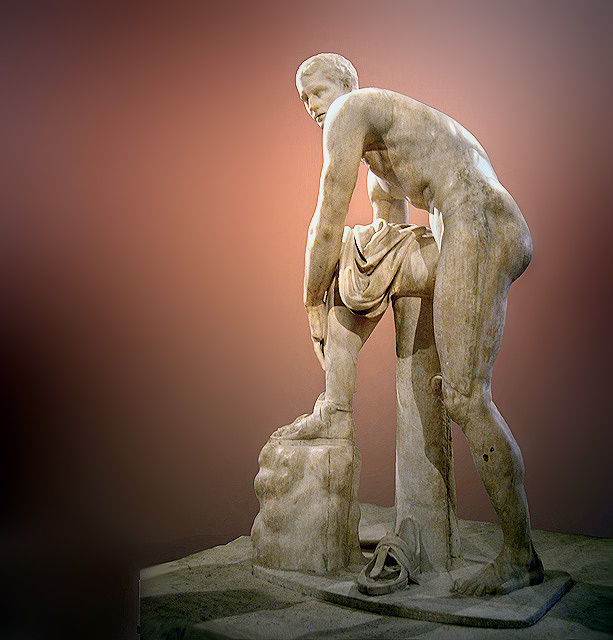
Hermès à la sandale, copie en marbre de la première période impériale romaine d'un bronze de Lysippe (Musée du Louvre).

Les sculptures d'Hermès à la sandale, qui existent en plusieurs versions, sont toutes des copies romaines en marbre d'un original grec perdu en bronze à la manière de Lysippe, datant du IVe siècle av. J.-C.. Les mythes de Thésée  et de Jason évoquent le thème de la sandale perdue. Le peintre-marchand Gavin Hamilton en découvrit un exemplaire dans le marais de Pantanello à la Villa d'Hadrien à Tivoli en 1769 : il hésita à l'appeler Thésée ou Cincinnatus. Quand Augustus Hare vit cette sculpture dans la salle de bal de Lansdowne House (le comte de Shelburne ayant été créé marquis de Lansdowne en 1784), à Berkeley Square, il la remarqua et la nomma Jason attachant sa sandale.
L'identification de la statue au dieu Hermès est fondée sur l'identification du modèle original en bronze dans le gymnase et les  thermes de Zeuxippos à Constantinople, bronze qui a été décrit en détail par Christodore de Coptos dans sa description détaillé (ekphrasis) du gymnase tel qu'il était encore à la fin de l'Antiquité :

« Il y avait Hermès, à la baguette d'or. Il se lève et attache les lanières de sa sandale ailée avec sa main droite, impatient de se lancer dans sa course. Sa jambe droite rapide est pliée au niveau du genou, et sur elle il repose sa main gauche, et en même temps il tourne son visage vers le ciel, comme s'il entendait les commandements de son roi et père »

— The Sculptures in Lansdowne House.
L'historienne de l'art italienne Brunilde Sismondo Ridgway préfère donner le titre de The Sandal-Binder ou Jason à l'œuvre ; elle note que, d'après les sites de découverte, la sculpture semble avoir été fréquente dans les jardins et les gymnases.
Ce n'est qu'en 1977, avec la découverte d'une copie provenant de Pergé en Turquie, que les chercheurs ont pu identifier avec certitude la sculpture comme étant celle du dieu Hermès. Cet exemplaire tenait un kerykeion (caducée) dans la main gauche, portait des ailes sur la tête et des sandales ailées.
À en juger par la taille grandeur nature des copies et leur qualité généralement élevée, le bronze original doit avoir été reconnu comme l'un des chefs-d'œuvre de l'Antiquité (Ridgway 1964 : 120). Quatre copies romaines en marbre incomplètes sont parvenues jusqu'à notre époque : l'Hermès du Louvre, l'Hermès de Lansdowne, l'Hermès de Munich et l'Hermès de Pergé.

## L'Hermès à la sandale du Louvre

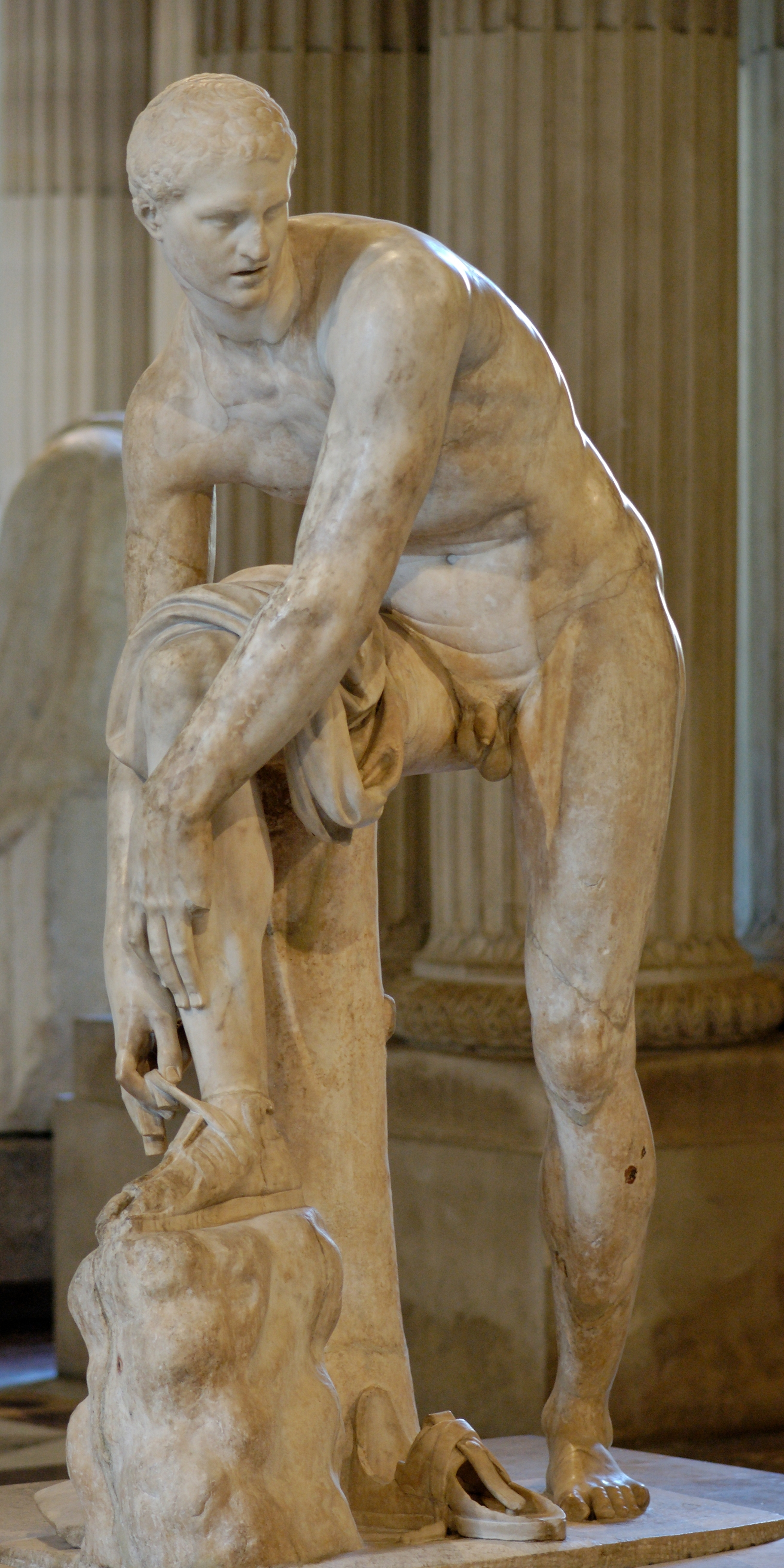
L'Hermès à la sandale du Louvre.

L'Hermès à la sandale du Louvre fut le premier découvert, dans le théâtre de Marcellus, à Rome. Cet exemplaire est conservé au musée du Louvre à Paris sous le numéro d'inventaire MR 238 ; N 276 ; Ma 83. Il est exposé dans le Département des Antiquités grecques, étrusques et romaines.
Haskell et Penny notent qu'une gravure en a été publiée dès 1594, où elle était décrite comme la propriété du cardinal Alessandro Peretti de Montalto et se trouvait sans doute déjà dans la Villa Peretti di Montalto, que l'oncle du très jeune cardinal, le pape Sixte V, avait été récemment construit ; elle fut enregistrée en 1655, lorsque la villa fut héritée des Peretti di Montalto par le prince Savelli ; elle fut achetée pour Louis XIV en 1685 et conservé au château de Versailles jusqu'en 1792. En 1687, l'Hermès à la sandale est installé dans une niche du salon de Vénus, dans les Grands Appartements du Roi. Il remplaçait alors une statue en pied du roi Louis XIV en costume d'empereur romain, exécutée par Jean Varin.
La statue arriva en 1798 au musée du Louvre récemment créé. La statue a été restaurée et on lui ajouta un soc pour l'identifier à Cincinnatus recevant la délégation du Sénat romain, sujet pourtant impossible pour une sculpture de nu héroïque, comme le soulignait Winckelmann. Depuis, le soc a été retiré. Entre mars et juillet 2016, l'Hermès à la sandale fut retiré temporairement du Louvre pour réintégrer la niche du salon de Vénus, en remplacement de la statue de Louis XIV par Jean Warin, enlevée pour une exposition à Paris.
L'Hermès à la sandale du Louvre est en marbre du Pentélique, la tête antique en marbre de Paros. Ses dimensions sont 166 cm de hauteur, 90 cm de largeur et 62 cm de profondeur. La tête du dieu est coiffée d'une chevelure bouclée et courte. Elle est le résultat d'un montage moderne. Le personnage pose son pied droit sur un roche et détache sa seconde sandale ; la première sandale est déjà détachée et posée sur la base. Une draperie est posée sur la jambe droite. La statue repose sur un support en forme de tronc d'arbre. Le dos ainsi que le bras droit sont en deux morceaux. La partie inférieure du torse, la jambe gauche et le tronc d'arbre ont été recollés. Plusieurs cassures sont relevées et le pénis a été complété.

## Les autres Hermès à la sandale
- Hermès à la sandale de Lansdowne (Lansdowne Sandal Binder) (marbre, 1,54 m.), trouvé dans les fouilles dirigées par Gavin Hamilton en 1769 sur le site de la villa d'Hadrien à Tivoli. Cette statue fut offerte au pape Clément XIV qui le refusa. Puis elle fut vendue en 1772 au comte de Shelburne[10]. Vendue à nouveau en 1930, elle se trouve aujourd'hui à la Ny Carlsberg Glyptotek, à Copenhague, au Danemark, où Poulsen l'a décrite comme étant probablement un Hermès, tout en laissant ouverte la possibilité qu'il représente simplement un athlète[11]. C'est le seul modèle parvenu jusqu'à nous qui a conservé sa tête, même si celle-ci a été cassée.
- Hermès attachant sa sandale conservé à la Glyptothèque de Munich en Allemagne : cette statue a été découverte à la fin des années 1780 par le comte G. Campagnoli Marefoschi, dans son propre domaine, dans la villa d'Hadrien ; Thomas Jenkins, un marchand anglais établi à Rome, la vendit au duc Luigi Braschi Onesti, qui la fit restaurer par Francesco Antonio Franzoni, avant de la vendre à Maximilien Ier Joseph de Bavière. Cette version représente une deuxième sandale au sol ; d'autres sculptures ont été restaurées avec ce détail (Ridgway 1964 : 114 et note 11). Elle a été restaurée avec une tête sans rapport et a été entièrement refaite à neuf. Un moulage en plâtre reprenant les caractéristiques originales de chacune de ces versions est conservé à la Glyptothèque de Munich ; une copie en bronze se trouve au Stadtmuseum de Stettin (Ridgway 1964 : 117).
- Hermes de Pergé du musée Archéologique d'Antalya en Turquie : trouvé dans les thermes du sud de Pergé, Cet exemplaire possède de nombreux attributs qui l'identifient comme une sculpture représentant Hermès[5].

Trois torses ont également été identifiés, dont un dans un état inachevé, qui a conservé sa tête et a échappé aux restaurateurs romains du XVIIIe siècle ; il est aujourd'hui conservé au Musée de l'Acropole d'Athènes en Grèce. D'autres variantes incluent des sculptures dans des poses similaires, mais inversées, probablement destinées à servir de pendants à l' Hermès attachant sa sandale.

## Copies, répliques et adaptations
Le thème de l'Hermès à la sandale fut repris par Jean-Baptiste Pigalle en 1744, et par François Rude, qui montra au salon de Paris de 1828 un Mercure attachant sa sandale en plâtre. Le dieu sculpté par Rude évoque plutôt l'influence du célèbre Mercure de Giambologna (vers 1580 ; Florence, Bargello).

## Galerie

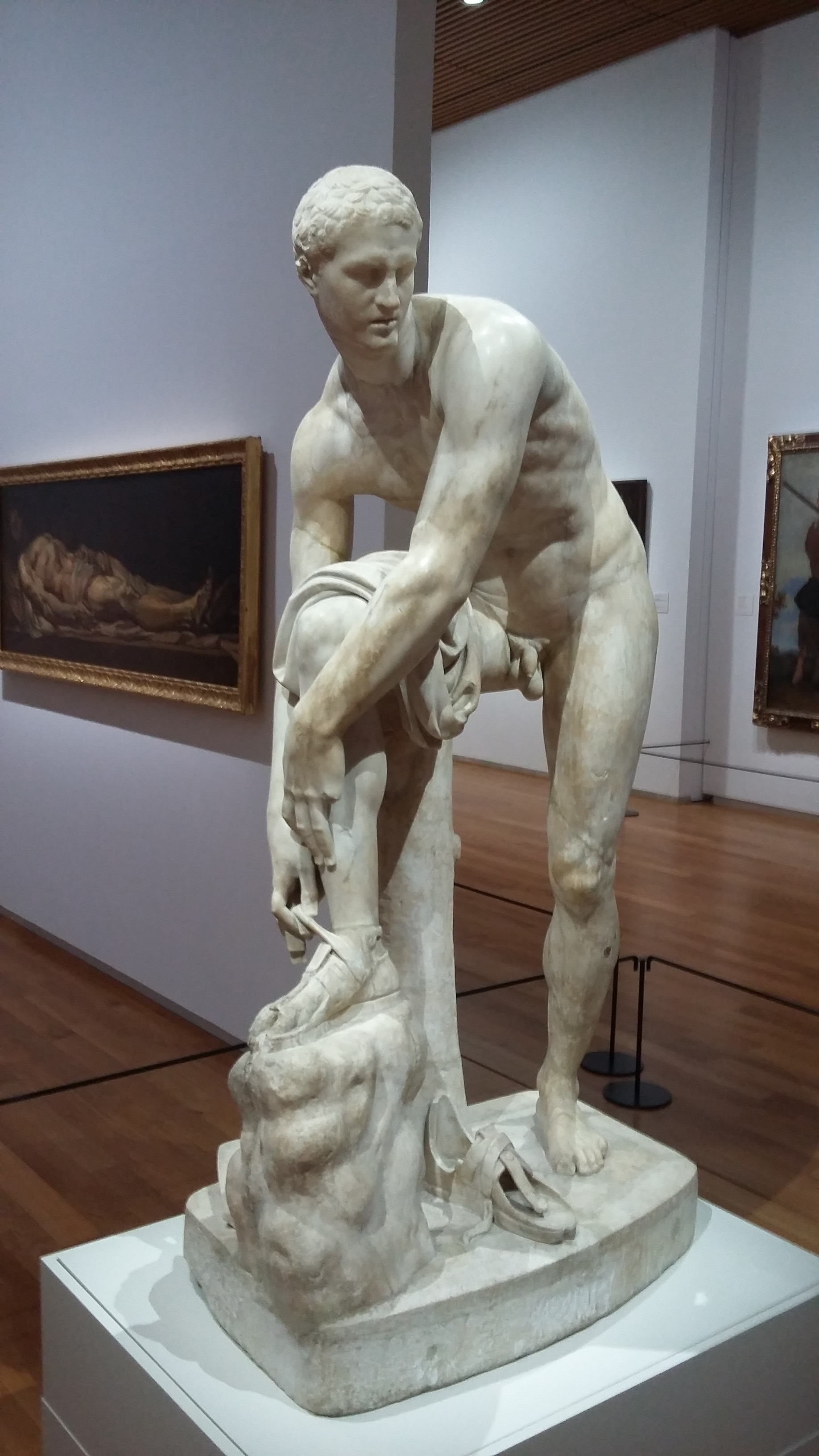
L'exemplaire du Louvre exposé au Musée Matisse (Le Cateau)
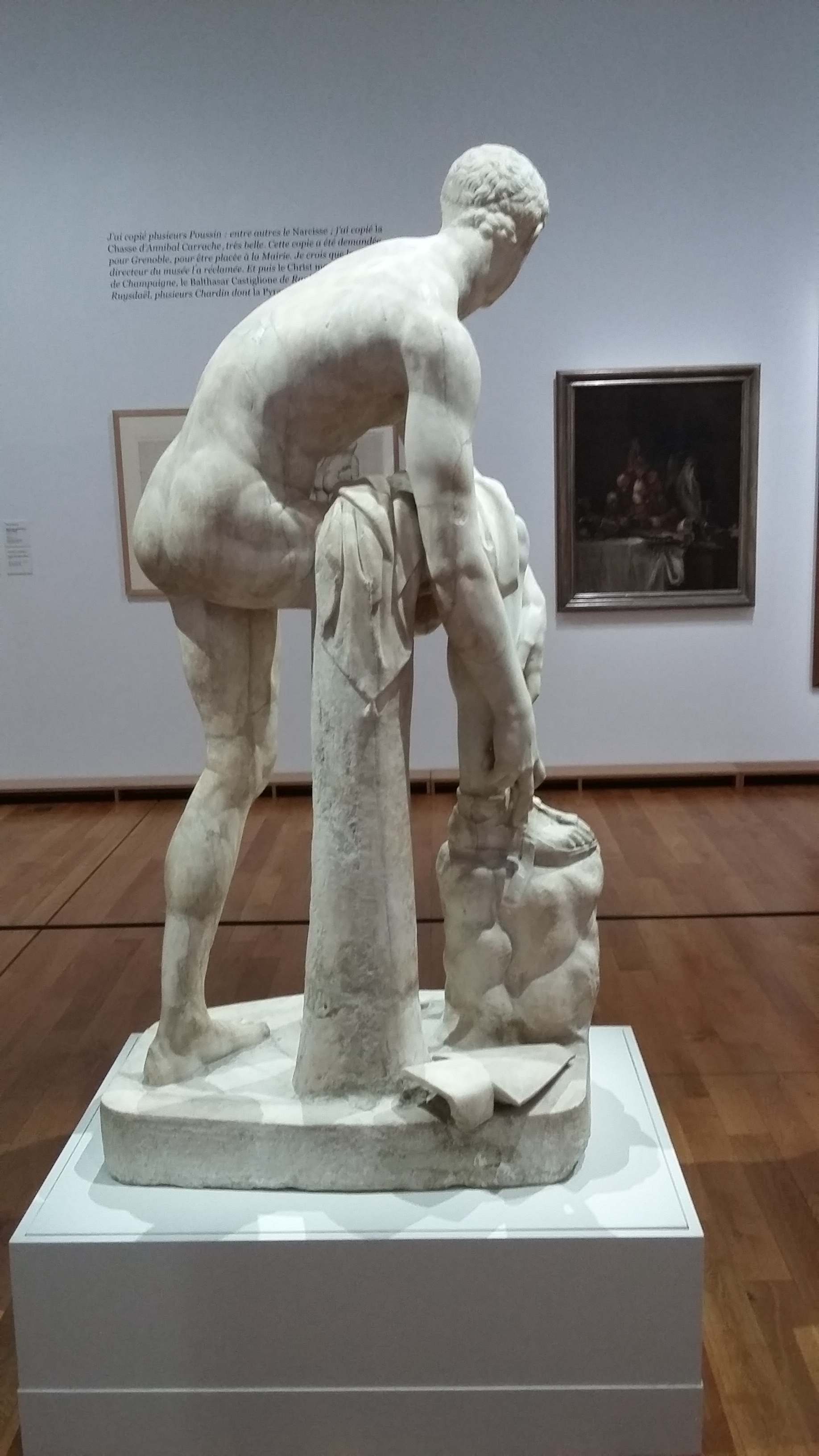
Vue de l'arrière
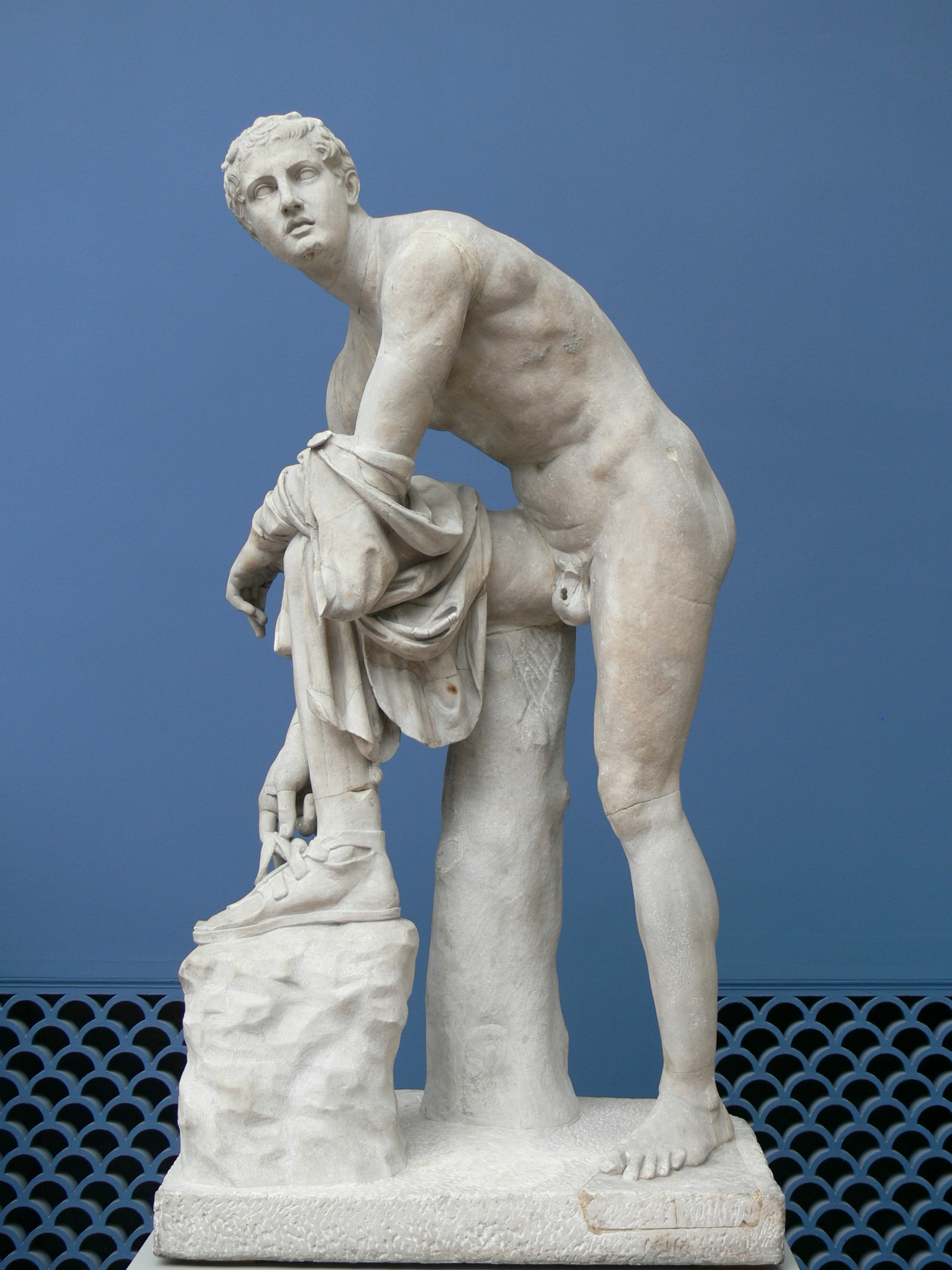
Hermes à la sandale de la Villa d'Hadrien, aujourd'hui conservé à la Glyptothèque de Ny Carlsberg, Copenhague
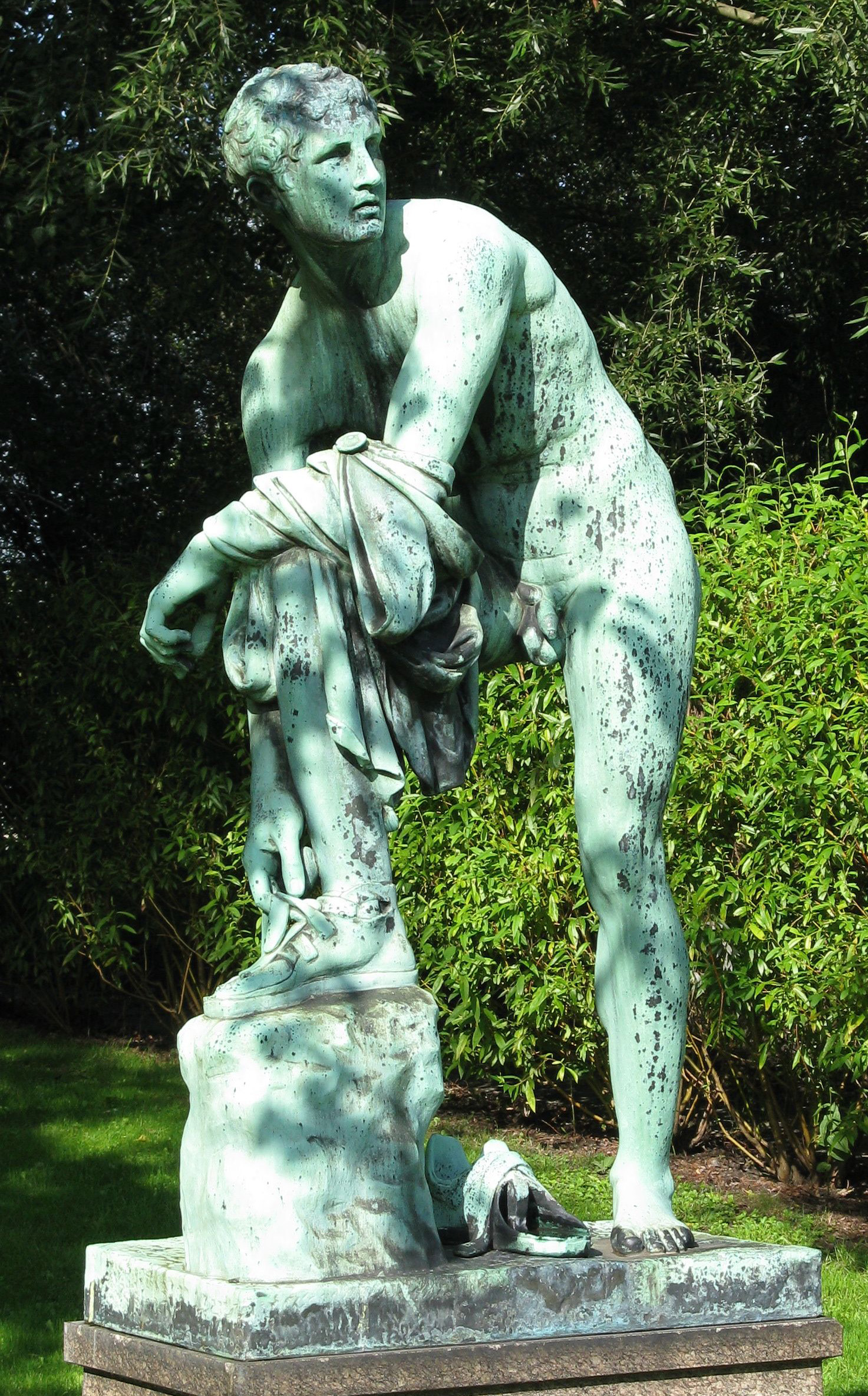
Copie au Jardin Botanique de Copenhague
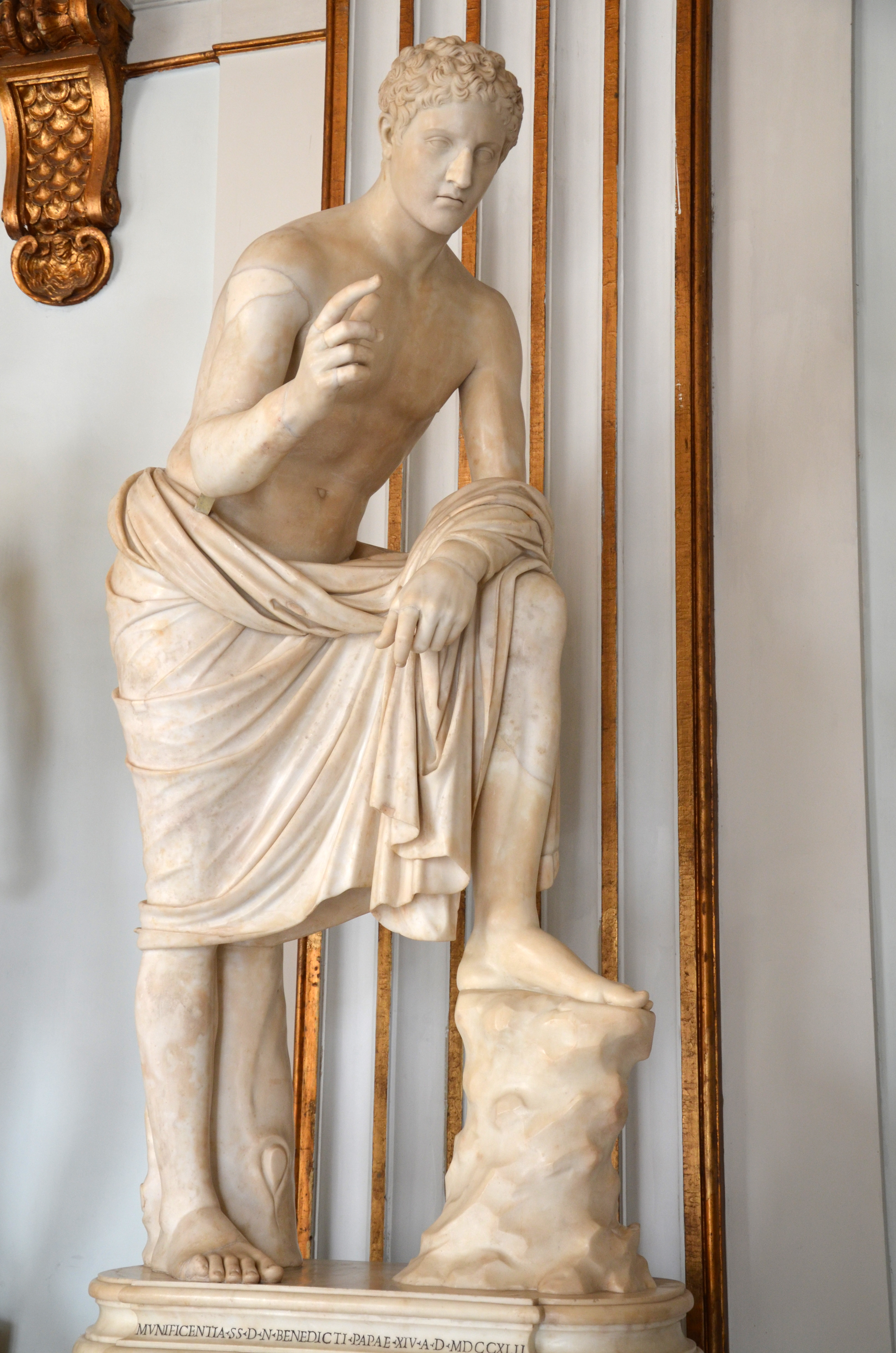
Une variante de l'exemplaire de la Villa d'Hadrien aujourd'hui conservée aux Musées du Capitole
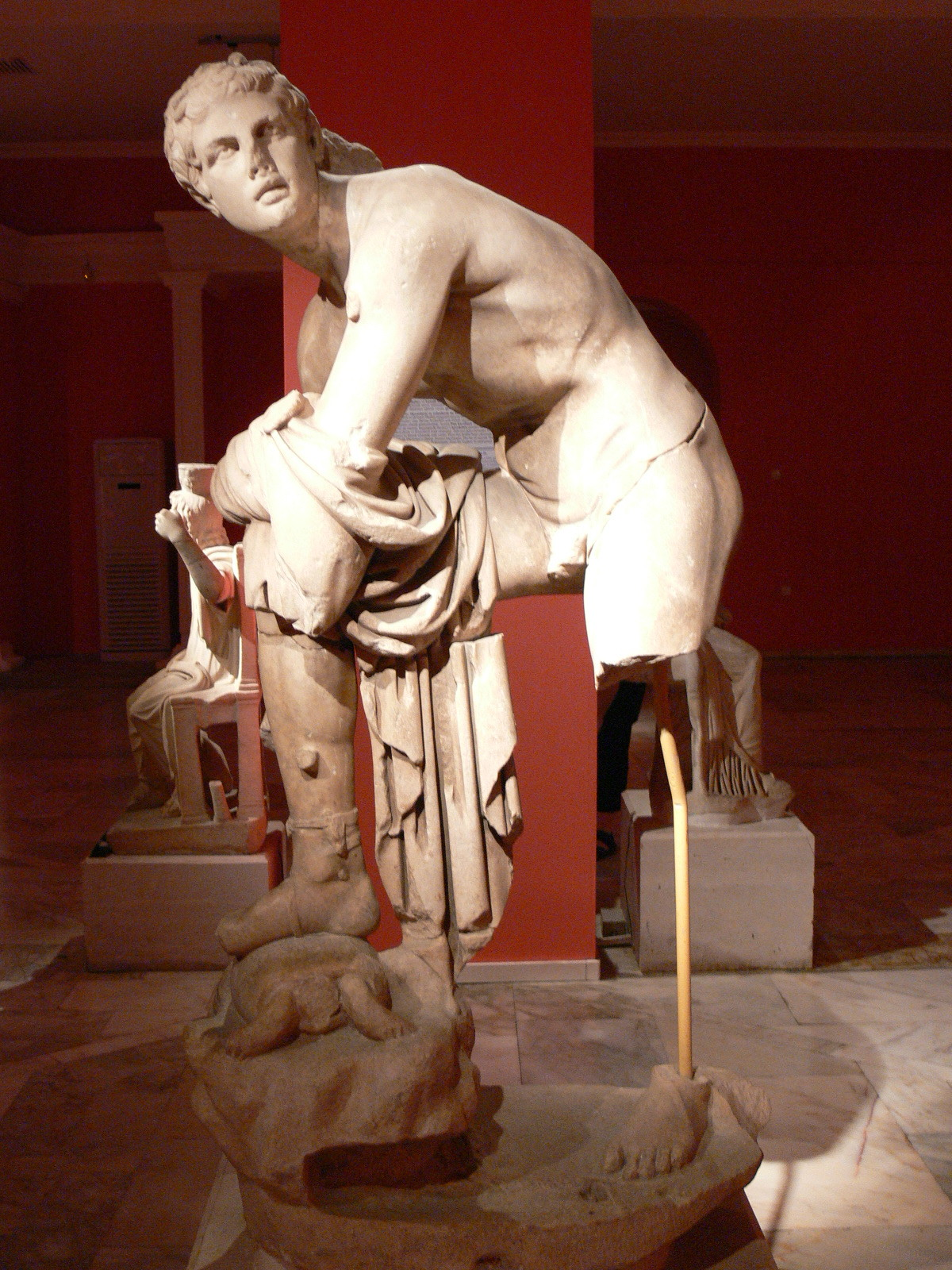
L'Hermès de Pergé au Musée Archéologique d'Antalya